# 1687 en France
Chronologie de la France
- 1683
- 1684
- 1685
- 1686
- 1687
- 1688
- 1689
- 1690
- 1691

Cette page concerne l’année 1687 du calendrier grégorien.

## Événements
- 27 janvier : Charles Perrault lit à l’Académie française le Siècle de Louis le Grand, poème qui déclenche la querelle des Anciens et des Modernes[1].
- 30 janvier : réconciliation officielle du roi de France et de la capitale au cours d’un dîner à l’hôtel de ville de Paris[2].

- 22 mars : mort de Lully[1].
- 10 mai  : désordres à Pluvigner contre les Caquins de Bretagne. Un convoi mortuaire de cordiers et de tonneliers qui se dirige vers l'église paroissiale est attaqué à coups de pierres, les porteurs du corps et de la croix sont blessés. Le sénéchal de la juridiction, présent, est assailli par deux ou trois cents personnes. Magistrats et cordiers doivent fuir et le corps reste trois jours abandonné, à demi dévoré par les chiens[3].

- 25 mai : la France impose un nouveau traité à l’Électeur de Cologne Maximilien-Henri de Bavière qui s’engage en cas de guerre à remettre au roi ses forteresses et son armée et à livrer passage aux troupes françaises[4]. Le traité prévoit l’élection comme coadjuteur avec droit de succession du cardinal de Fûrstenberg. Cette désignation nécessite l’accord du pape[5].

- 8 juin : le roi travaille avec Mansart à la conception du second Trianon à Versailles. La construction commence en juillet (jusqu’en 1689)[6].

- 2 septembre : condamnation de Pierre Hocque par la haute justice de Pacy, à Brie-Comte-Robert ; accusé d’avoir empoisonné du bétail, il est condamné aux galères, peine confirmée par le Parlement de Paris le 4 octobre. Début de l’affaire des bergers de Brie, accusé de sorcellerie, après les aveux de Pierre Hocque. Le 18 décembre 1691 le Parlement de Paris confirme la sentence du 26 octobre 1691 qui condamne les bergers Brioule et Lavaux à être pendus et brûlés. Les enfants de Hocque sont bannis, et trois autres bergers, Bras-de-Fer, Jardin et Petit-Pierre pendus et brûlés[7].
- 21 octobre : Vauban introduit en France la baïonnette à douille[8] ; elle permet de supprimer les lignes de piquiers chargés de protéger les fantassins occupés à recharger leurs armes.
- 16 novembre : querelle des « franchises ». Conflit entre la France et la papauté à propos de l’exterritorialité des « franchises » dont devrait bénéficier l’ambassade de France à Rome. Le 12 mai, le pape abolit par un bref les franchises dont les ambassadeurs des couronnes jouissaient à Rome. L’ambassadeur français, le marquis de Lavardin, entre à Rome le 16 novembre avec ordre du roi de défendre, même à main armée, les franchises de l'ambassade. Innocent XI refuse de recevoir Lavardin, excommunié ipso facto, et le 26 décembre, frappe d’interdit l’église Saint-Louis-des-Français où l'ambassadeur a communié pour Noël[9]. Au début de janvier, Innocent XI fait secrètement avertir Louis XIV que lui et ses ministres sont atteints par l’excommunication[10]. Le roi renvoie l’examen de l’affaire au Parlement le 22 janvier 1688[4].

- Crise diplomatique entre Versailles et les États de l’Empire, qui contestent la construction de forteresses par la France sur le Rhin et la Moselle[11].